# فالفيردي دي يرينا
بلدية فالفيردي دي يرينا (بالإسبانية: Valverde de Llerena)‏, هي إحدى بلديات مقاطعة بطليوس, التي تقع في منطقة إكستريمادورا, والتي تقع في غرب إسبانيا. يبلغ عدد سكانها 803 نسمة وفقاً لإحصائية سنة (2002).